# Romano Puppo
Romano Puppo (Trieszt, 1933. március 25. – Trieszt, 1994. május 11.) olasz színész, kaszkadőr. Művészneve Roman Barrett.

## Pályafutása
Puppo rendszeresen sportolt és kitűnő céllövő volt. Több mint harminc éven át dolgozott az olasz filmgyártásban, kiemelkedő teljesítményt mutatva akciójelenetekben. Először a spagettiwesternek egyik sztárja volt, gyakran játszott negatív, keménykötésű szereplőket. Az 1970-es években új műfajban, az akciófilmekben, krimikben és kalandfilmekben tűnt fel, gyilkosokat, verőlegényeket, rendőröket alakítva.
Feltűnt Sergio Leone A Jó, a Rossz és a Csúf c. klasszikusában, amint egy az amerikai polgárháború által elpusztult városka romjai között Eli Wallach lövi le. Látható volt még Bud Spencer Aranyeső Yuccában c. filmjében, bár a hírneves verekedővel nem mérkőzött meg, viszont a későbbi, az Óriás nyomozó sorozatban is feltűnik, amint Bud Spencert megveri Nello Pazzafinivel.
Legjobb barátja volt Fabio Testinek, s szoros barátság fűzte még Giuliano Gemmához is. Testi és Puppo több filmben is együtt játszott, ezekben hol egymás ellenségét, hol egymás barátját, vagy segítőtársát alakították. Érdekes azonban, hogy előbbi filmek tekintetében sosincs közvetlen, fizikai jellegű konfliktus, jóllehet ezen filmek többnyire erőszakfilmek, amelyekben nem ritka az emberölés és testi erőszak. Ez nem mondható el Gemma és annak jóbarátja, Nello Pazzafini esetéről, ahol két kolléga sokszor verekedett egymással a filmekben.
1994 májusában Puppo egy robogót vezetett Trieszt mellett, amikor szívinfarktus érte és balesetet szenvedve meghalt. Temetésén Gemma tartotta a búcsúztató beszédet. Gemma maga is baleset áldozata lett közel 20 évvel később, ahogy barátja is.

## Fontosabb filmjei
- A mészárlás ideje (1966)
- Férfi a férfihoz (1966)
- Számadás (1966)
- A Jó, a Rossz és a Csúf (1966)
- Az erőszak napjai (1967)
- A harag napjai (1967)
- Rita, a vadnyugat réme (1967)
- Hétszer hét (1968)
- A gyáva mesterlövész (1968)
- Madigan végrendelete (1968)
- Hé barátom, itt van Sabata (1969)
- Akik csizmában halnak meg (1969)
- Arany a prérin (1971)
- Az ördög jobb és bal keze 2 (1971)
- Süket Smith és Nagyfülü Johnny (1973)
- A keresztapa másik arca (1973)
- Három kemény fickó (1974)
- Az utca törvénye (1974)
- Vadnyugati szamuráj (1975)
- Egy maréknyi hagymáért (1975)
- Afrika Expressz (1975)
- A szicíliai kereszt (1976)
- A nagy csalás (1976)
- A drog útja (1977)
- Egy kolostor belsejében (1978)
- A kobra napja (1980)
- Aranyeső Yuccában (1981)
- Menekülés Bronxból (1983)
- A tuareg bosszúja (1984)
- A pajzán Dagobert király (1984)
- A sivatag kincse (1988)
- Vérszomjas szörnyecskék 2 (1988)
- Óriás nyomozó - A drogváltó (1988)
- Szinbád, a hét tenger vándora (1989)